# Enrico Orfei
Pour les articles homonymes, voir Orfei.
Enrico Orfei (né le 23 octobre 1800 à Orvieto en Ombrie, et mort le 22 décembre 1871 à Ravenne) est un cardinal italien du XIXe siècle.

## Biographie
Enrico Orfei exerce des fonctions au sein de la Curie romaine, notamment à la congrégation de la visite apostolique. Il est élu évêque de Césène en 1848 et promu à l'archidiocèse de Ravenne en 1860.
Le pape Pie IX le crée cardinal lors du consistoire du 15 mars 1858. Le cardinal Orfei  participe au concile de Vatican I en 1869-1870.

## Sources
- Fiche sur le site fiu.edu